# Rio Maina (Curso D'água)
O rio Maina é um curso de água do estado de Santa Catarina, no Brasil. Localiza-se no sul do estado, cortando principalmente o distrito de mesmo nome, Rio Maina, no município de Criciúma. Pertence à bacia hidrográfica do rio Araranguá. Em 2021, a Fundação do Meio Ambiente de Criciúma (Famcri) realizou um levantamento das águas que correm no município, considerado o curso d'água como uma microbacia.